# 白玉兰食品
上海白玉兰面包食品有限公司簡稱白玉蘭食品，是中華人民共和國上海市一家食品連鎖店。白玉蘭食品推出的食品有生煎馒头、咖喱牛肉汤、油豆腐粉丝汤、馒头、花卷、燒麥、小馄饨、面条。

## 歷史
白玉兰创办于1987年，以制作和销售面包蛋糕为主。一開始白玉兰是几家联营单位的第三產業部门，在南丹路设有门店，还开设了面包食品厂，並邀请法国西点师指导研发法棍面包。1991年，门店搬遷到天钥桥路，並且該門店定位為總店。几家联营单位退出之后，公司开始逐渐市场化。1997年开始，白玉兰在保留部分西式点心的同时開設以中式点心為主。2022年10月15日晚上，總店结束营业。